# Zophobas morio
Zophobas morio (лат.) — вид жуков из семейства чернотелки, чьи личинки широко известны под названием зофо́бас. Часто используется искажённый вариант названия: «зоофобус».

## Описание

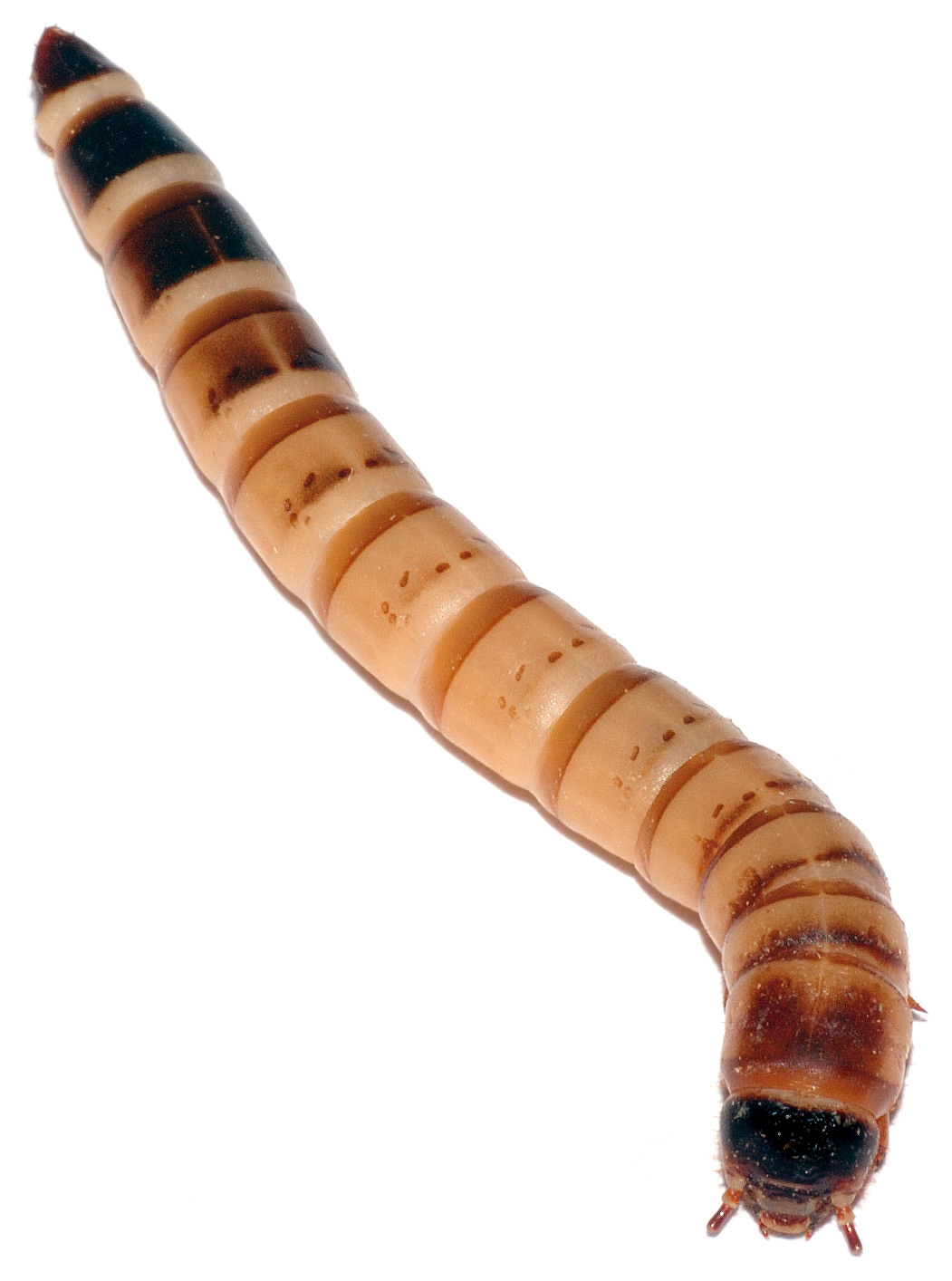
Личинка жука Zophobas morio, называемая в торговле кормом зофобас

Исторической родиной вида является Центральная и Южная Америка. Жуки достигают длины 30—35 мм. Личинки длиной до 60 мм.

## Жизненный цикл
Самка откладывает около 150—200 яиц. Длительность стадии яйца — 8—12 дней. Спустя 6—8 недель личинки перестают расти, а ещё через 5—6 недель окукливаются (окукливаются только в одиночестве). Длительность стадии куколки — 3 недели; средняя продолжительность жизни имаго (взрослой особи) — 10 месяцев.

## Разведение
Наравне с мраморным тараканом, Zophobas morio считается наиболее простым в содержании кормовым насекомым. Зофобас разводится при комнатной температуре в пластиковой посуде (вёдрах, контейнерах) без запаха, заполненной слоем в 3—4 см не хвойной стружки. Для разведения необходимо использовать около 10 жуков разного пола. В качестве корма можно использовать морковь, капусту, из сухих — геркулес, рис, пшено, гречиху и т. д. Когда в посуде с жуками начинают шевелиться личинки, имаго следует отсаживать в другую, поскольку при недостатке белка они могут поедать потомство.
Если черви зофобоса достигли примерно 60 мм и стали менее активными, значит, они готовятся к стадии куколки. Одна из особенностей данного вида в том, что личинки не могут окуклиться в «толпе» собратьев и будут до конца оставаться на этой стадии развития, просто прекратив увеличиваться в размерах. Для перехода на стадию куколки личинок следует отделить от группы, оставив в одиночестве.
Перед самим окукливанием «червь» может пролежать таким образом около 1,5—2 недель, далее, сбросив верхний слой, превращается в куколку. Через 2—2,5 недели куколка превращается во взрослого жука, который поначалу бежевый, далее становится коричневым, а уже после — чёрным. Нового жука не следует подсаживать к уже развитым — альфа-самцы начинают борьбу, после которой неокрепший жук теряет все лапы и усы и погибает. Необходимо подождать пару-тройку дней, прежде чем пересаживать в общее место разведения.
Личинки зофобаса в промышленных масштабах производятся на птицефермах, где пищей для личинок служат мёртвые птицы, а сам зофобас, в свою очередь, служит кормом для птиц.

## Применение

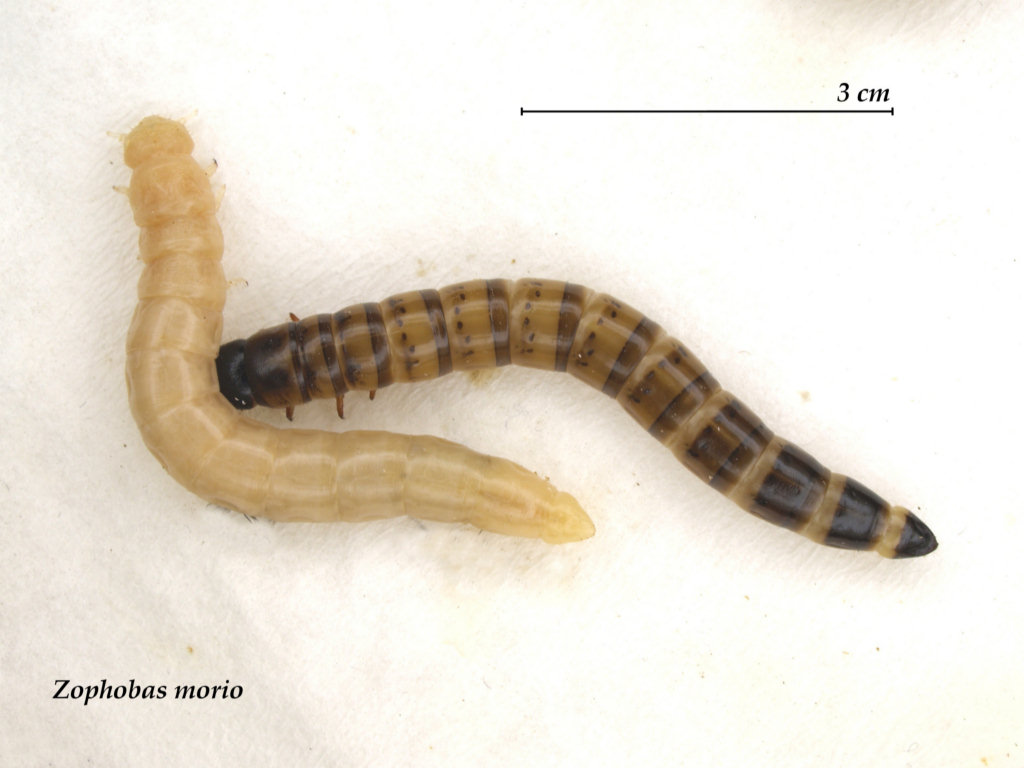
Слева личинка Zophobas morio через несколько минут после линьки

Личинки Zophobas morio используются в качестве:
- корма для домашней птицы (куры, гуси),
- корма экзотических домашних животных (к примеру, пауков-птицеедов и австралийских квакш),
- корма для насекомоядных насекомых (к примеру, муравьёв),
- рыболовной наживки,
- учебного пособия в школах — на его примере демонстрируется превращение личинок во взрослых насекомых,
- в Чехии выпускается спиртовая настойка на личинках[источник не указан 389 дней].
- Перспективное средство для переработки пластиковых отходов.[1]